# Allophorocera flavitarsa
Allophorocera flavitarsa là một loài ruồi trong họ Tachinidae.